# Hautacam

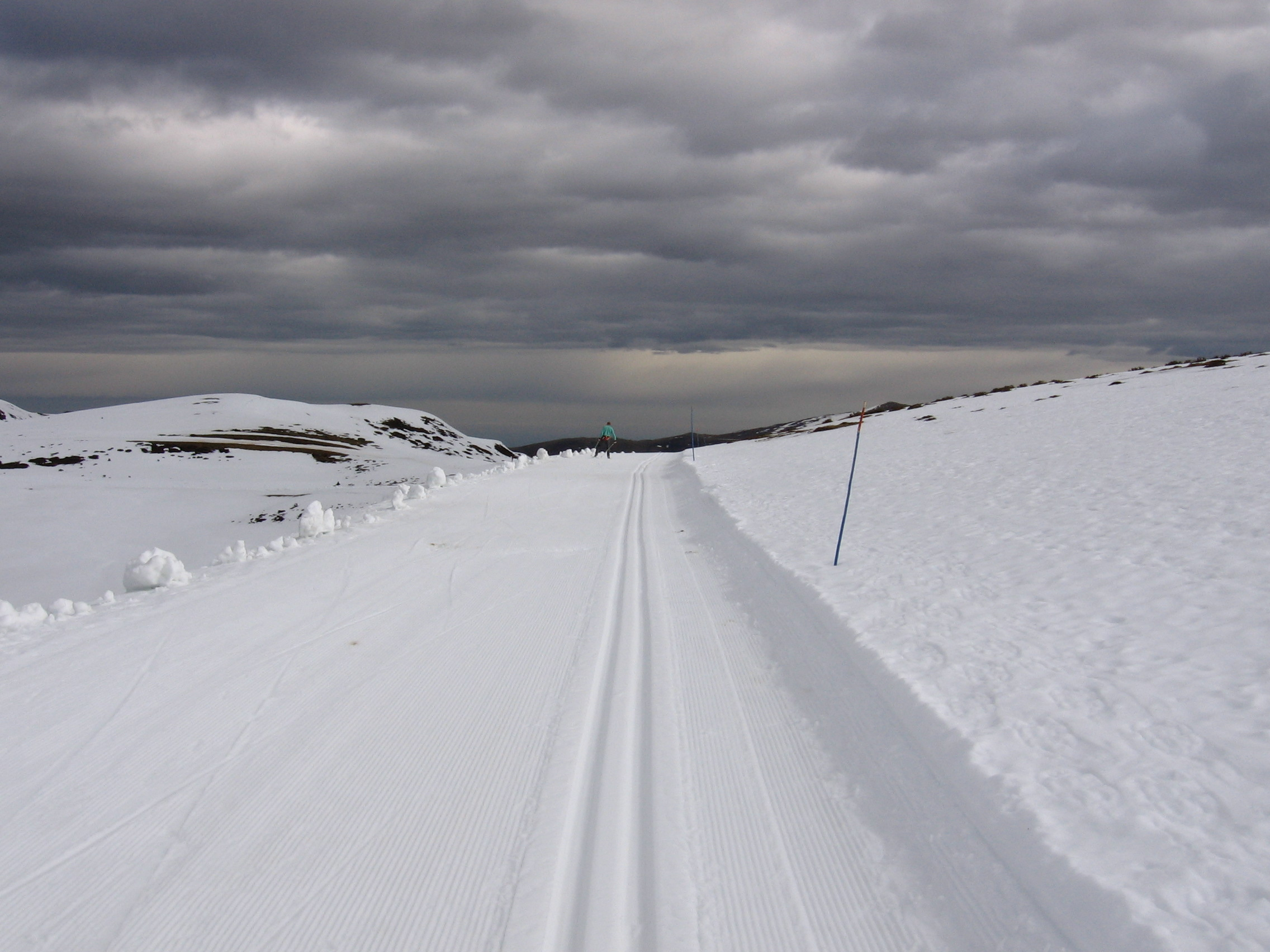
Pista de Cross-country en el Hautacam.

El Hautacam es una montaña situada en la cadena montañosa de los Pirineos. Está situado en el departamento de Hautes-Pyrénées, en la región de Midi-Pyrénées en Francia. El Hautacam dispone de una estación de esquí a 1560 metros.
Esta cima es conocida por ser ascendida en la competición ciclista del Tour de Francia.

## Tour de Francia
Hautacam entró por primera vez en la competición del Tour de Francia en la edición de 1994, que ganó Luc Leblanc.

### Vencedores en el Hautacam en el Tour de Francia
| Año  | Etapa | Inicio etapa | Distancia (km) | Cat. de la subida | Vencedor         | Maillot amarillo |
| ---- | ----- | ------------ | -------------- | ----------------- | ---------------- | ---------------- |
| 1994 | 11    | Cahors       | 263,5          | HC                | Luc Leblanc      | Miguel Induráin  |
| 1996 | 16    | Agen         | 199            | HC                | Bjarne Riis      | Bjarne Riis      |
| 2000 | 10    | Dax          | 205            | HC                | Javier Otxoa     | Lance Armstrong  |
| 2008 | 10    | Pau          | 156            | HC                | Juanjo Cobo      | Cadel Evans      |
| 2014 | 18    | Pau          | 145            | HC                | Vincenzo Nibali  | Vincenzo Nibali  |
| 2022 | 18    | Lourdes      | 143,2          | HC                | Jonas Vingegaard | Jonas Vingegaard |
| 2025 | 12    | Auch         | 180,6          | HC                | Tadej Pogačar    | Tadej Pogačar    |